# Ryan Jorden
Ryan A. Jorden (Santa Barbara, Kalifornia, 1973. április 11. –) amerikai labdarúgó és labdarúgóedző, 2019-től a UCLA Bruins férfi labdarúgócsapatának vezetőedzője.

## Játékosként
1991 és 1994 között négy szezonig volt a Westmont Warriors játékosa. Két NAIA-bajnokságon játszott.

## Edzőként
2019. április 29-én a UCLA Bruins férfi labdarúgócsapatának edzője lett, miután elődjét, Jorge Salcedót vesztegetési vádak miatt kirúgták.

## Eredményei vezetőedzőként
| Év                                                   | Eredmény                                             | Eredmény                                             | Helyezés                                             | Továbbjutás                                          |
| Év                                                   | Összesített                                          | Konferencia                                          | Helyezés                                             | Továbbjutás                                          |
| California Baptist Lancers (Pacific West Conference) | California Baptist Lancers (Pacific West Conference) | California Baptist Lancers (Pacific West Conference) | California Baptist Lancers (Pacific West Conference) | California Baptist Lancers (Pacific West Conference) |
| ---------------------------------------------------- | ---------------------------------------------------- | ---------------------------------------------------- | ---------------------------------------------------- | ---------------------------------------------------- |
| 2008                                                 | 7–8–3                                                | 3–5–2                                                | –                                                    | –                                                    |
| 2009                                                 | 5–7–4                                                | 4–5–1                                                | –                                                    | –                                                    |
| 2010                                                 | 15–5–0                                               | 8–2–0                                                | –                                                    | –                                                    |
| 2011                                                 | 17–5–1                                               | 10–2–0                                               | –                                                    | –                                                    |
| 2012                                                 | 16–5–2                                               | 10–3–1                                               | –                                                    | –                                                    |
| Eredmény:                                            | 60–30–10 (.650)                                      | 35–17–4 (.661)                                       | –                                                    | –                                                    |
| Pacific Tigers (West Coast Conference)               |                                                      |                                                      |                                                      |                                                      |
| 2014                                                 | 3–15–0                                               | 1–6–0                                                | 7.                                                   | –                                                    |
| 2015                                                 | 1–15–1                                               | 0–6–1                                                | 8.                                                   | –                                                    |
| 2016                                                 | 13–4–2                                               | 4–1–2                                                | 2.                                                   | NCAA második kör                                     |
| 2017                                                 | 13–4–2                                               | 4–2–1                                                | 2.                                                   | NCAA második kör                                     |
| 2018                                                 | 12–5–2                                               | 5–2–0                                                | 2.                                                   | NCAA második kör                                     |
| Eredmény:                                            | 42–43–7 (.495)                                       | 14–17–4 (.457)                                       | –                                                    | –                                                    |
| UCLA Bruins (Pac-12 Conference)                      |                                                      |                                                      |                                                      |                                                      |
| 2019                                                 | 6–9–3                                                | 2–6–2                                                | 5.                                                   | –                                                    |
| 2020                                                 | 3–7–2                                                | 2–6–2                                                | 5.                                                   | –                                                    |
| 2021                                                 | 8–6–1                                                | 3–4–1                                                | –                                                    | –                                                    |
| Eredmény:                                            | 17–22–6 (.417)                                       | 7–16–5 (.300)                                        | –                                                    | –                                                    |
| Összesen:                                            | 108–82–20 (.562)                                     | –                                                    | –                                                    | –                                                    |

## Fordítás
- Ez a szócikk részben vagy egészben  a   Jyan Jorden című angol Wikipédia-szócikk ezen változatának fordításán alapul.  Az eredeti cikk szerkesztőit annak laptörténete sorolja fel. Ez a jelzés csupán a megfogalmazás eredetét és a szerzői jogokat jelzi, nem szolgál a cikkben szereplő információk forrásmegjelöléseként.